# Nebsu
Nebsu (em hebraico:נבסו ou Nevsu: A Young Multicultural Couple, título internacional) é uma série de televisão israelense de 2017 criada e escrita por Yosi Vasa, Liat Shavit e Shai Ben-Atar, que também a dirigiu. É estrelda por Yossi Vasa, Hana Laszlo, Merav Feldman, Gadi Yagil e Maski Shivro.
Uma versão estadunidense, chamada Culture Clash, está sendo adaptada pela FOX.

## Enredo
"Nevsu" centra-se em uma família etíope-israelense cujo filho (Yosi Vasa) é casado com uma mulher asquenazita.

## Elenco
- Yossi Vasa ... Gili Chalchau
- Meirav Feldman ... Tamar Agassi-Chalchau
- Hannah Laszlo ... Nitza Agassi
- Gadi Yagil ... Yaakov Agassi
- Maski Shibro ... Alamito Chalchau

## Prêmios e indicações
| Ano  | Prêmio                         | Categoria      | Indicação | Resutado |
| ---- | ------------------------------ | -------------- | --------- | -------- |
| 2018 | 46th International Emmy Awards | Melhor Comédia | Nebsu     | Venceu   |